# Newry (Maine)
Newry es un pueblo ubicado en el condado de Oxford en el estado estadounidense de Maine. En el Censo de 2010 tenía una población de 329 habitantes y una densidad poblacional de 2,06 personas por km².

## Geografía
Newry se encuentra ubicado en las coordenadas 44°31′13″N 70°51′23″O / 44.52028, -70.85639. Según la Oficina del Censo de los Estados Unidos, Newry tiene una superficie total de 159.4 km², de la cual 159.33 km² corresponden a tierra firme y (0.05%) 0.08 km² es agua.

## Demografía
Según el censo de 2010, había 329 personas residiendo en Newry. La densidad de población era de 2,06 hab./km². De los 329 habitantes, Newry estaba compuesto por el 97.26% blancos, el 0% eran afroamericanos, el 1.22% eran amerindios, el 0% eran asiáticos, el 0% eran isleños del Pacífico, el 0% eran de otras razas y el 1.52% pertenecían a dos o más razas. Del total de la población el 0.91% eran hispanos o latinos de cualquier raza.